# 低地阿勒曼尼语
低地阿勒曼尼语 （德語：Niederalemannisch）是指零散分布于法国最东部、德国瑞士边境至奥地利西北部的阿勒曼尼语方言。根据地理分布，大致可以分为两个部分：东部的康斯坦茨湖阿勒曼尼语（位于德国的康斯坦茨湖北岸和奥地利福拉尔贝格州北部）以及西部的上莱茵阿勒曼尼语（包括法国的阿尔萨斯语、德国的黑森林低地阿勒曼尼语和瑞士的巴塞尔德语）。

## 特征
低地阿勒曼尼语最明显区别于高地阿勒曼尼语和最高阿勒曼尼语的特征就是词首仍然保留/k/而没有转化为/x/。参见高地德语子音推移。

## 争议概念
西部和东部的低阿勒曼尼语除了定义中提到的语言外，几乎没有什么共同点：上莱茵河地区的方言受到南法兰克语的影响，康斯坦茨湖和阿尔卑斯河地区的方言受施瓦本方言的影响。因此，胡戈·施特格和卡尔海因茨·雅各布将传统的低阿勒曼尼语划分为上莱茵阿勒曼尼语和康斯坦茨湖·阿勒曼尼语两组。在“上莱茵阿勒曼尼语”中，他们选择了弗里德里希·毛雷尔的“上莱茵语”，其将阿勒曼尼语分为施瓦本语、上莱茵语和南阿勒曼尼语，并无“低阿勒曼尼语”。彼得·维辛格基于对声乐系统的结构主义研究，也提到了传统的低阿勒曼尼语区域；但他只提到了其西部的低阿勒曼尼语区域（=施特格/雅各布的上莱茵阿勒曼尼语）和东部的中阿勒曼尼语（=施特格/雅各布的博登湖阿勒曼尼语），其中他提到了到邻近口语的广阔过渡空间。

## 分支
低地阿勒曼尼语（在传统意义上）分为两个亚组：博登湖阿勒曼尼语或中阿勒曼尼语和上莱茵阿勒曼尼语或低阿勒曼尼语（狭义）：

### 博登湖阿勒曼尼语
- 阿尔高语（南部）
- 巴尔-阿勒曼尼语
- 南符腾堡语
- 福拉尔贝格语（尤其是北部）
- 瑞士湖岸边的各个湖泊群落

### 上莱茵阿勒曼尼语
- 巴塞尔德语（英语：Basel German）（作为高阿勒曼尼语中的“方言岛”）
- 阿尔萨斯语（中阿尔萨斯语）
- 巴登语（位于马克格莱弗雷尔兰（英语：Markgräflerland）以北）
- 委内瑞拉的科洛尼亚图瓦尔方言（英语：Colonia Tovar Dialect），当地居民是来自凯撒施图尔周围地区的移民

## 词汇举例
| 低地阿勒曼尼语 | 高地阿勒曼尼语 | 标准德语 |
| grien /g̥ʁ̥ɪə̯n/  | grüen /g̥rʏə̯n/  | grün     |
| Johr /jɔɐ̯/     | Johr /jɔːr/    | Jahr     |
| kumme /kʰumə/  | choo /χoː/     | kommen   |
| derfe /d̥ɛɐ̯fə/  | dörfe /d̥œrfə/  | dürfen   |
| Hüüs /hyːs/    | Huus /huːs/    | Haus     |
| üs /ys/        | us /us/        | aus      |
| klei /kʰlaɪ̯/   | chlii /χliː/   | klein    |

## 使用人数的下降
低阿勒曼尼语现在受到来自两方面的压力，一方面来自附近的其他方言，另一方面来自高地德语（标准德语）或大规模地区行为。
从19世纪末，尤其是自1945年以来，德国的低阿勒曼尼语分别越来越受到阿尔高邻近的施瓦本方言和巴伐利亚语的影响，并逐渐被这些或高地德语的更接近形式所取代。例如，在上施瓦本地区，施瓦本方言已经在20年的过程中发展起来。19世纪，在巴特瓦尔德塞和拉芬斯堡之间的方言边界仍然存在之后，它传播到了博登湖。在阿尔萨斯地区，低阿勒曼尼语被法语取代，法语是唯一的官方语言，也是越来越多的交流语言，而在瑞士巴塞尔，它被西南部毗邻的高阿勒曼尼语所取代。相比较而言，属于低阿勒曼尼语的福拉尔贝格语具有抵抗性。
此外，阿勒曼尼语的区域形象也受到了低阿勒曼尼语族作为一种少数群体甚至外来语言的观点的影响，这种语言不如高地德语及其周围方言。然而，最近有一些孤立的教师和其他声音也要求保留低阿勒曼尼语的当地方言，因此也提倡多语言文化。另一方面，在阿尔萨斯，方言几乎没有传给年轻一代，这标志着该地区向法语区的过渡。